# Andréa Librici
Andréa Giuseppe Librici (9 december 2004) is een Belgisch voetballer die sinds januari 2024 uitkomt voor MVV Maastricht speelt.

## Carrière

### STVV
Librici ruilde in 2021 de jeugdopleiding van OH Leuven voor die van STVV, waar hij al eerder had gespeeld. Librici zou het seizoen 2021/22 aanvankelijk aanvatten bij de U18, maar uiteindelijk schoof hij sneller dan gepland door naar de beloftenkern. Tijdens de voorbereiding op het seizoen 2022/23 mocht hij van trainer Bernd Hollerbach meedraaien met de A-kern. In de oefenwedstrijd tegen Francs Borains legde hij de 5-0-eindscore vast.
Op 30 juli 2022 maakte Librici zijn profdebuut: op de tweede competitiespeeldag van het seizoen 2022/23 liet STVV-trainer Bernd Hollerbach hem tegen KAA Gent in de 82e minuut invallen voor Shinji Kagawa. Kort daarop ondertekende Librici zijn eerste profcontract bij STVV. Op 9 november 2023 speelde hij een halfuur mee in de bekerwedstrijd tegen RFC Meux.
In september 2023 leek Librici, die na de bekerwedstrijd tegen Meux niet meer aan spelen was toegekomen en ook van de nieuwe trainer Thorsten Fink nog geen kans had gekregen, op weg naar Dessel Sport. Die transfer kwam er uiteindelijk niet. In januari 2024 gingen STVV en Librici, die nog een halfjaar onder contract lag, in onderling overleg uit elkaar.

### MVV
Librici vond meteen na zijn vertrek bij STVV onderdak bij MVV Maastricht, waar hij een amateurcontract tot juli 2024 ondertekende. Enkele dagen later liet trainer Maurice Verberne hem al invallen in de 0-3-competitiezege tegen FC Eindhoven. Na vijf invalbeurten kreeg hij op 23 maart 2024 tegen FC Den Bosch zijn eerste basisplaats. Librici leverde in deze wedstrijd de assist af voor het enige doelpunt van de wedstrijd, dat gescoord werd door Mart Remans. Zes dagen later leverde hij in de 1-2-zege tegen NAC Breda, opnieuw als basisspeler, opnieuw de assist af voor het winnende doelpunt, ditmaal gescoord door Tunahan Taşçı. Librici verdween dat seizoen niet meer uit de basis en mocht in juni 2024 een tweejarig contract met optie op een extra seizoen ondertekenen bij MVV.

## Clubstatistieken
| Seizoen         | Club            | Land               | Competitie      | Competitie | Competitie | Beker | Beker | Supercup | Supercup | Europees | Europees | Totaal | Totaal |
| Seizoen         | Club            | Land               | Competitie      | Wed.       | Dlp.       | Wed.  | Dlp.  | Wed.     | Dlp.     | Wed.     | Dlp.     | Wed.   | Dlp.   |
| --------------- | --------------- | ------------------ | --------------- | ---------- | ---------- | ----- | ----- | -------- | -------- | -------- | -------- | ------ | ------ |
| 2022/23         | STVV            | Vlag van België    | Eerste klasse A | 1          | 0          | 1     | 0     | —        | —        | —        | —        | 2      | 0      |
| 2023/24         | STVV            | Vlag van België    | Eerste klasse A | 0          | 0          | 0     | 0     | —        | —        | —        | —        | 0      | 0      |
| 2023/24         | MVV Maastricht  | Vlag van Nederland | Eerste divisie  | 13         | 0          | 0     | 0     | —        | —        | —        | —        | 13     | 0      |
| 2024/25         | MVV Maastricht  | Vlag van Nederland | Eerste divisie  | 3          | 0          | 0     | 0     | —        | —        | —        | —        | 3      | 0      |
| Carrière totaal | Carrière totaal | Carrière totaal    | Carrière totaal | 17         | 0          | 1     | 0     | 0        | 0        | 0        | 0        | 18     | 0      |

Bijgewerkt op 2 september 2024.